# Landestheater Linz

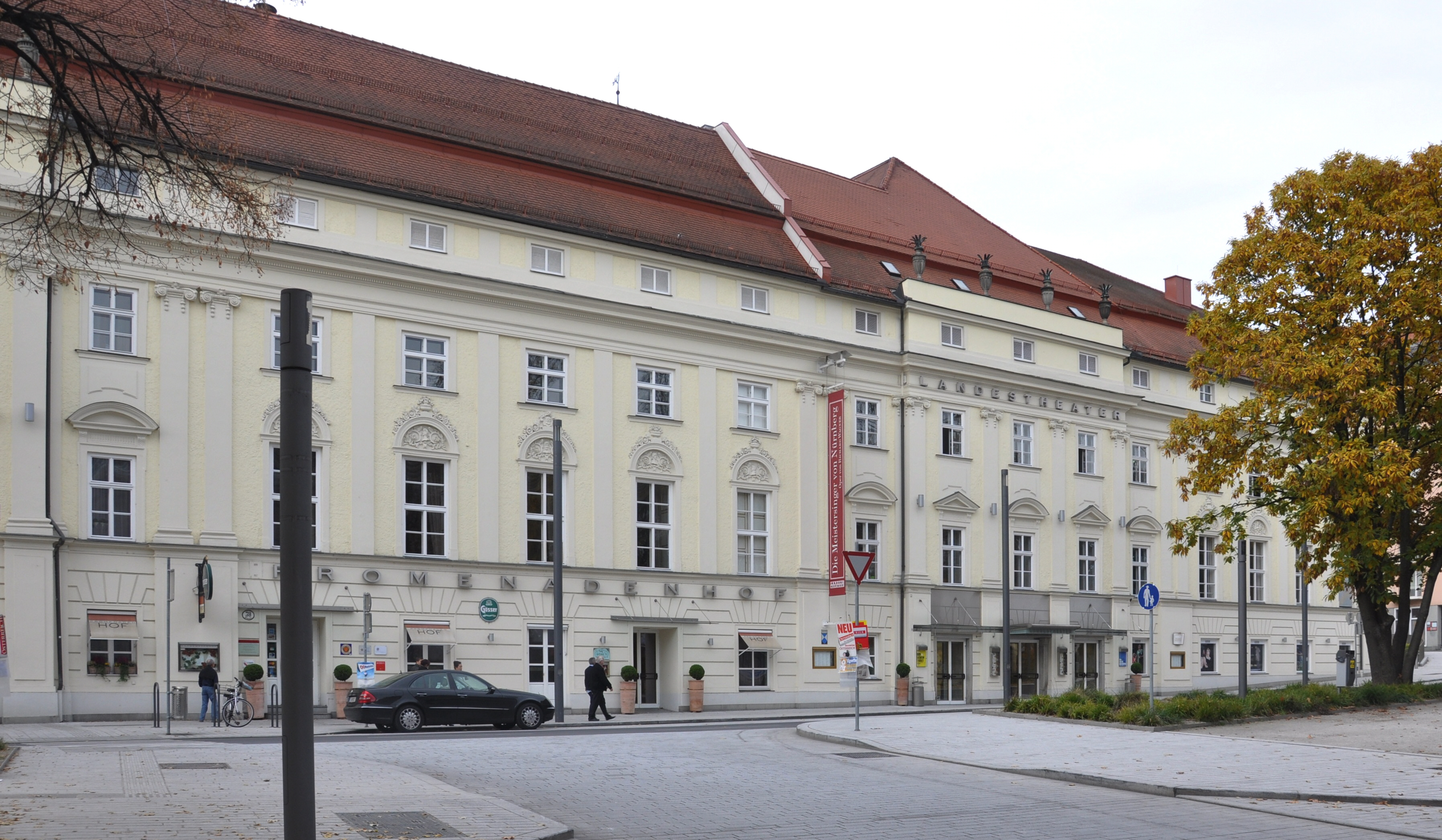
Landestheater Linz, Schauspielhaus

Logo

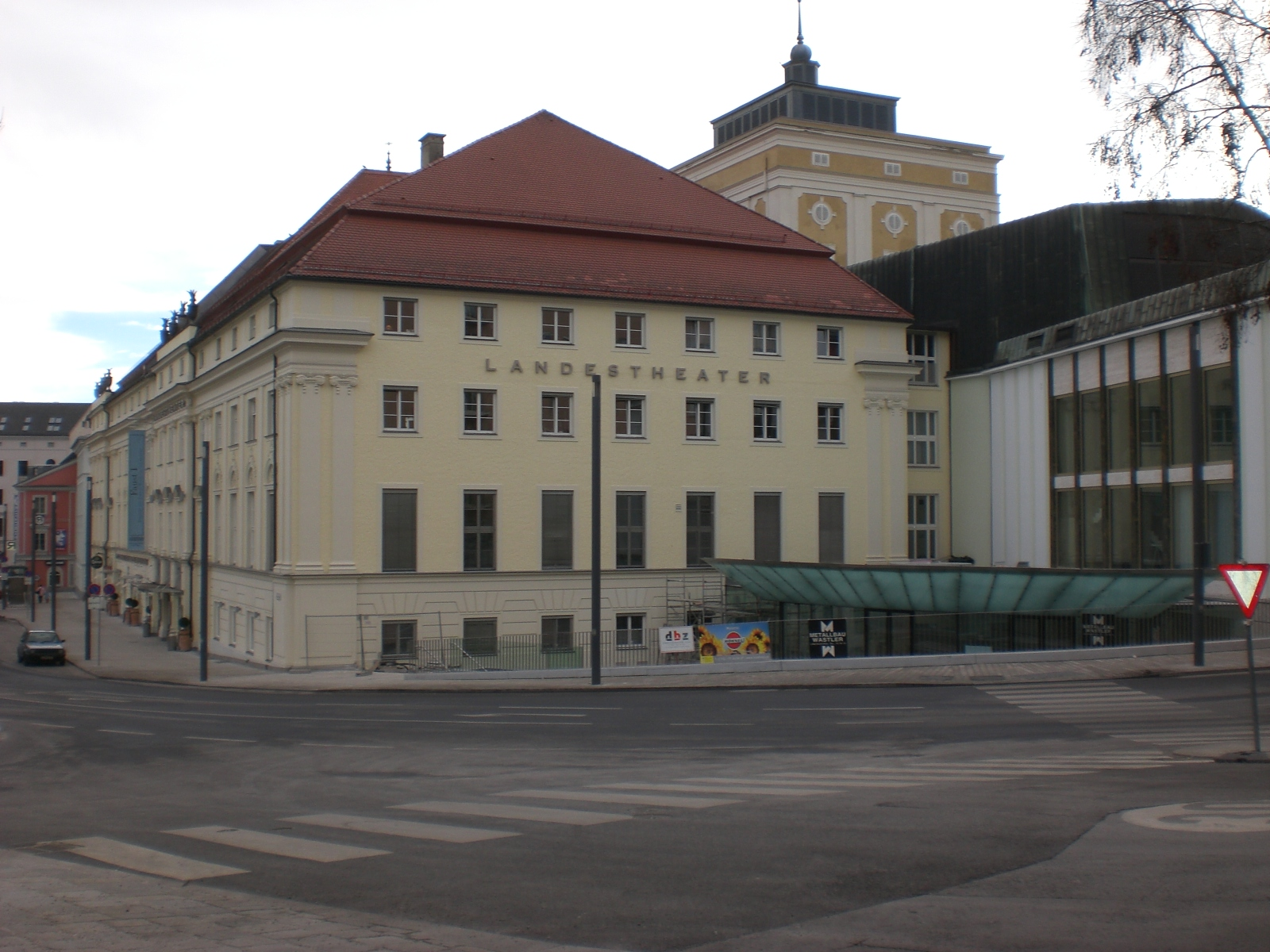
Landestheater Linz, Schauspielhaus Kammerspiele (rechts)

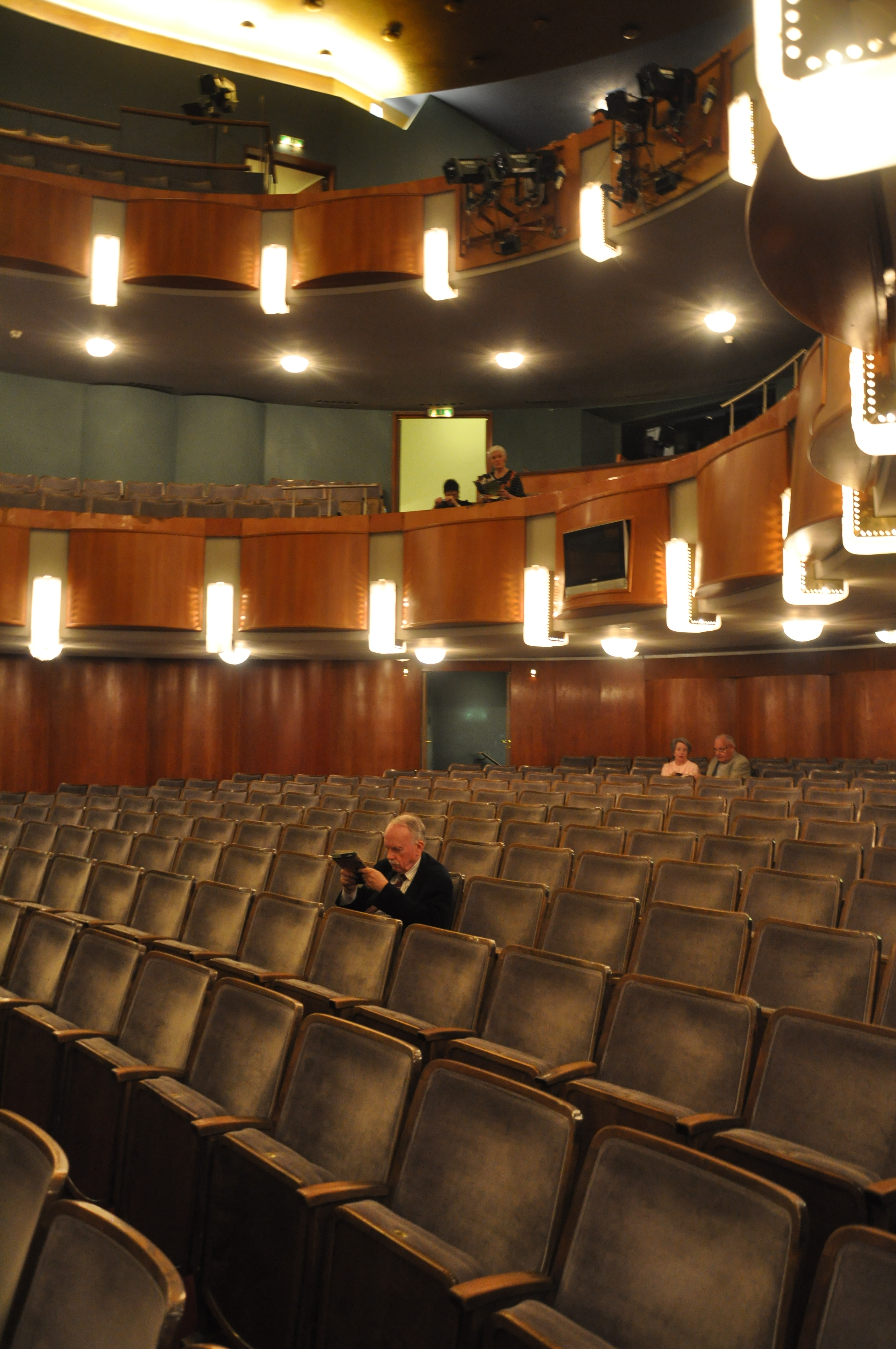
Landestheater Linz, Schauspielhaus, Zuschauerraum

Das Linzer Landestheater ist das größte Theater in Oberösterreich. Die drei Spielstätten sind das Musiktheater am Volksgarten und weiters das Schauspielhaus (vormals Großes Haus) und die Kammerspiele an der Promenade in Linz. Geführt wird das Theater von der OÖ. Theater und Orchester GmbH, die auch das Bruckner Orchester Linz betreibt und über die OÖ Landesholding in 100-%-Besitz des Landes Oberösterreich ist.

## Geschichte
Wandertruppen traten in der ständischen Reitschule und im Ballhaus auf der Promenade auf. 1751 machte der Linzer Baumeister Johann Matthias Krinner den Ständen einen
Vorschlag zur Errichtung eines eigenen Theatergebäudes. Der eigentliche Initiator des Theaters war dann Landesanwalt (Landeshauptmannstellvertreter) Johann Franz Achaz von Stiebar. Der Sitz Promenade 39, ein umgebauter Speicher, war von 1752 bis 1786 nur eine Notlösung für die häufigen Zeiten gewesen, in denen das städtische Wassertheater an der Donaulände in der Gegend der heutigen Zollamtstraße durch Hochwasser unbrauchbar war. Der Redoutensaal wurde 1788 in einen Theatersaal umgewandelt und während des Theaterneubaus für die Aufführungen genutzt.
In den Jahren 1801 bis 1803 wurde an die Linzer Redoutensäle am Fuße des Schlossbergs das Landständische Theater angebaut und die Fassade des gesamten Gebäudes im Stil des Empire renoviert. Kaiser Franz genehmigte den Plan für einen Theaterneubau, und an dessen Namenstag, dem 4. Oktober 1803, wurde das neuerbaute Landständische Theater eröffnet. Das aus Kostengründen anfangs noch unbeheizte Theater musste in strengen Wintern geschlossen bleiben.
Das Theater wurde bis 1848 von den Landständen betrieben. Bereits im Jahr 1824 blühte diese Landesbühne aber schon zu einer besonderen Glanzzeit auf, obwohl damals jedes Theaterstück vor der Aufführung der Zensur zur Genehmigung vorgelegt werden musste. Mit der Revolution von 1848 wurde die Zensur abgeschafft und Kaiser Ferdinand versprach völlige Zensurfreiheit. In den folgenden Jahren enthielt der Spielplan nicht nur Opern und Schauspiele, sondern außerdem auch artistische Einlagen, wodurch die Klassik in den Hintergrund geriet.
In den 1920er Jahren trat die Oper zunehmend in den Vordergrund und gewann an Beliebtheit beim Publikum. Erstmals in Österreich wurde 1923 hier ein Stück von Bertolt Brecht gespielt. In den 1930er und 1940er Jahren brach jedoch für das Theater aufgrund der Verarmung des früheren Theaterpublikums, des Mittelstandes, eine Krise aus; die jüngeren Menschen bevorzugten das neu in Mode gekommene Kino.
Seitens der Stadt Linz und dem Land Oberösterreich wurde Anfang der 1950er Jahre die Trägerschaft für das Theater übernommen.
Nach den Entwürfen des Architekten Clemens Holzmeister wurden zwischen 1956 und 1958 die Kammerspiele mit 421 Plätzen erbaut und 1957 das Große Haus mit 756 Sitzen umgebaut. 1973 kam bis zur Spielzeit 2016/2017 der Theaterkeller u\hof (später u\hof: Theater für junges Publikum) mit 100 Plätzen hinzu, 1998 die Spielstätte Eisenhand mit maximal 170 Plätzen, die 2013 von der Tribüne Linz – Theater am Südbahnhofmarkt übernommen wurde. In der Spielzeit 2017/2018 wurde der ehemalige Orchesterprobesaal an der Promenade als neue Studiobühne für Schauspiel und Junges Theater eröffnet und ersetzt damit die bisherige Spielstätte im u/hof.
Die denkmalgeschützte Fassade des Linzer Landestheaters erhielt im Sommer 2008 den Gelbton zurück, den das Haus laut Analyse der Denkmalschützer das Haus im Jahr 1803 hatte. 2008/2009 wurde ein eigener Zugang vom Landestheater zur Promenaden-Tiefgarage errichtet, so dass die Besucher der Kammerspiele und des Großen Hauses trockenen Fußes und barrierefrei (Lift von der Tiefgarage direkt ins Theater) das Theater betreten können. Dafür wurde der Kammerspielvorplatz vollständig unterkellert, außerdem ein Glasvestibül als neuer Eingang zu den Kammerspielen und direkte Verbindung zu den Foyers des Großen Hauses gebaut. Der Vorplatz wurde mit Sitzstufen als Begegnungszone neu gestaltet.
Am 11. April 2013 wurde das Musiktheater Linz am Volksgarten im Zentrum von Linz eröffnet.
Als temporäre Schauspiel-Bühne wurde für 2 Spielzeiten (2014/2015 und 2015/2016) das Parterre mit einer Arena-Bühne überbaut und bespielt. 2016 wurde das Schauspielhaus, insbesondere Zuschauerraum und Foyers, renoviert. In dieser Zeit wurde der Große Saal des Altbaus der Anton Bruckner Privatuniversität als Ausweichquartier für die Schauspielproduktion Das goldene Vlies von Franz Grillparzer benutzt. Die Wiedereröffnungspremiere von William Shakespeares Der Sturm fand am 1. April 2017 statt.

### Leitung
Theaterdirektoren und Intendanten:
- Johann Georg Dengler (1798/1803–1804)
- Franz Xaver Glöggl (Mai–Oktober 1804, schon zuvor 1790–1797 Direktor des landständischen Theaters im Redoutensaal)
- Franz Graf Füger (1804–1811 und 1814–1818)
- Josef Miré (1811–1814)
- Karl August Schütz (1818–1819)
- Nikolaus Alois Hölzel (1819–1824)
- Josef Pellet (1824–1833 und 1839–1843)
- Eduard Neufeld (1833–1835, 1843–1849 und 1852)
- Heinrich Börnstein (1833/35–1839)
- Franz Stöckl (1849–1852)
- Maria Rosner (Interimsdirektion 1852)
- Andreas August Pütz (1852–1855)
- Ida Schuselka-Brüning (1855–1857)
- Eduard Kreibig (1857–1863)
- Carl Clement (1863–1864)
- Carl Pichler-Bodog (1864–1865)
- Hermann Sallmayer (1866–1867)
- Franz Thomé (1867–1870)
- Betty Weiß (1870–1873)
- Heinrich Hirsch (1873–1875)
- Joseph Kotzian (1875–1881)
- Julius Laska (1884–1891)[9]
- Alfred Cavar (1897–1903)
- Hans Claar (1906–1918)
- Max Höller (1918–1920 und 1922–1924)
- Paul Wrede (1920–1922)
- Heinrich Hagin (1924)
- Albert Hugelmann (1925–1930)
- Ignaz Brantner (1932–1945 und 1948–1953)
- Viktor Pruscha (1945–1948)
- Oskar Walleck (1953–1956)
- Fred Schroer (1957–1964)
- Kurt Wöss, Alfred Stögmüller und Adolf Holschan (1964–1969)
- Alfred Stögmüller (1969–1986)
- Roman Zeilinger (1986–1998)
- Michael Klügl (1998–2006)
- Rainer Mennicken (2006–2016)
- Hermann Schneider (ab 2016)[10]

## Spielstätten

### Musiktheater
Die Spielstätte Musiktheater am Volksgarten im Zentrum von Linz wurde am 11. April 2013 eröffnet. Das Opern-, Tanz- und Musicalensemble haben seither dort ihre Heimat.

### Schauspielhaus
Seit September 2013 wird das Große Haus an der Promenade unter der Bezeichnung Schauspielhaus an der Promenade geführt.

### Kammerspiele
Das Haus der Kammerspiele ist direkt an das Schauspielhaus angebaut. Das Blechdach der Kammerspiele wurde im März 2023 vom Sturm zerknüllt und wurde in der Folge abgetragen.

### Ehemalige Spielstätten
Bis 2016/17 gab es auch den u\hof: (später: Junges Theater) im OÖ Kulturquartier.
Von 1998/99 bis 2012/13 wurde die externe Spielstätte Eisenhand als Schauspiel- und Experimentierbühne betrieben.

## Theaterbetrieb
Das Mehrspartentheater bringt pro Spielzeit etwa 35 neue Inszenierungen und bis zu 900 Vorstellungen in den fünf Sparten Oper, Operette, Musical, Schauspiel, Tanz und Junges Theater heraus.
Das Landestheater arbeitet eng mit dem Bruckner Orchester zusammen, wobei neben dem klassischen Opernrepertoire ein Schwerpunkt auf einen Barockzyklus und eine längerfristige Beschäftigung mit der Kinderoper gelegt wird.

### Sparten
Die Abteilung Schauspiel wurde ab der Spielzeit 1998/99 bis Ende der Spielzeit 2015/2016 von Gerhard Willert geleitet. Mit der Spielzeit 2015/2016 übernahm Stephan Suschke, ein früherer enger Mitarbeiter von Heiner Müller, die Stelle des Schauspieldirektors. Ab der Spielzeit 2024/25 wird David Bösch neuer Schauspieldirektor.
Die Ballettabteilung leitete der 2012 verstorbene Choreograph und Regisseur Jochen Ulrich, der ein Vertreter des magischen tänzerischen Realismus war. Er beschäftigte sich neben der Tanz-Klassik auf Basis von Martha Grahams Technik auch mit neuen Tanzkreationen. Ab der Spielzeit 2013/2014 folgte ihm die aus Taiwan gebürtige Choreographin Mei Hong Lin nach, die davor am Staatstheater Darmstadt als Ballettdirektorin tätig war. Nach massiven Vorwürfen an die Tanzdirektorin – darunter struktureller Machtmissbrauch, reihenweise Nichtverlängerungen, Bossing, fachliche Inkompetenz, Verletzungen der Fürsorgepflicht, arbeitsrechtliche Verstöße und Ideendiebstahl wurde diese Zusammenarbeit vorzeitig aufgekündigt. 2022 übernahm die Kulturmanagerin und Tanzdramaturgin Roma Janus die künstlerische Leitung der Tanzkompanie unter dem neuen Namen Tanz Linz.
Die in Österreich (und in dieser Form im deutschsprachigen Raum) einzigartige Musicalsparte wurde 2013 unter der Leitung von Matthias Davids gegründet und bestreitet seither mit einem fixen Ensemble, Gastdarstellern und Mitgliedern anderer Sparten pro Saison vier bis sechs Produktionen vor allem auf den Bühnen im Musiktheater.
1998 wurde am Landestheater die Sparte Kinder- und Jugendtheater verselbstständigt. Der u\hof: hat einen überregional hervorragenden Ruf. Die langjährige Leiterin Heidelinde Leutgöb ging in der Spielzeit 2007/2008 an das Schauspielhaus Hannover, ihr Nachfolger bis zur Spielzeit 2008/2009 war Henry Mason dem 2009/2010 Holger Schober folgte. Ab der Spielzeit 2011/2012 war John F. Kutil der Leiter. Am u\hof: Theater wird vor allem die praktische Auseinandersetzung mit Kindern und Jugendlichen aus der Stadt Linz forciert. Dazu wurden von Theaterpädagogin Anke Held Programme für Schulen entworfen, um dadurch Kindern und Jugendlichen den Zugang zum Theater zu ermöglichen. Ab der Spielzeit 2016/2017 wird die Sparte u\hof: umbenannt in Junges Theater. Die neue Leiterin ist Nele Neitzke.

## Uraufführungen (Auswahl)
- 1942 – Heimkehr nach Mittenwald, Operette von Ludwig Schmidseder
- 1944 – Linzer Torte, Operette von Ludwig Schmidseder
- 1951 – G’schichten aus dem Salzkammergut, Operette von August Pepöck
- 1952 – Mädel aus der Wachau, Operette von Ludwig Schmidseder
- 1964 – Roulette der Herzen, Operette von Igo Hofstetter
- 1968 – Alles spricht von Charpillon, Operette von Igo Hofstetter
- 1989 – Die goldenen Zwanziger, Musical von Fridolin Dallinger[15]
- 2009 – Kepler, Oper von Philip Glass
- 2009 – Picknick im Felde, Oper in einem Akt von Constantinos Stylianou
- 2013 – Spuren der Verirrten, Oper von Philip Glass
- 2016 – Terra Nova oder das weiße Leben, Oper von Moritz Eggert
- 2016 – In 80 Tagen um die Welt, Musical von Gisle Kverndokk und Øystein Wiik
- 2019 – Der Hase mit den Bernsteinaugen, Musical von Thomas Zaukfe und Henry Mason
- 2024 – Über die Notwendigkeit, dass ein See verschwindet von Anna Neata[16]
- 2024 – Memoryhouse, Tanzstück von Maciej Kuźmiński[17]
- 2024 – Benjamin Button, Oper von Reinhard Febel nach der Erzählung The Curious Case of Benjamin Button/Der seltsame Fall des Benjamin Button von F. Scott Fitzgerald[18]